# IAI Harop

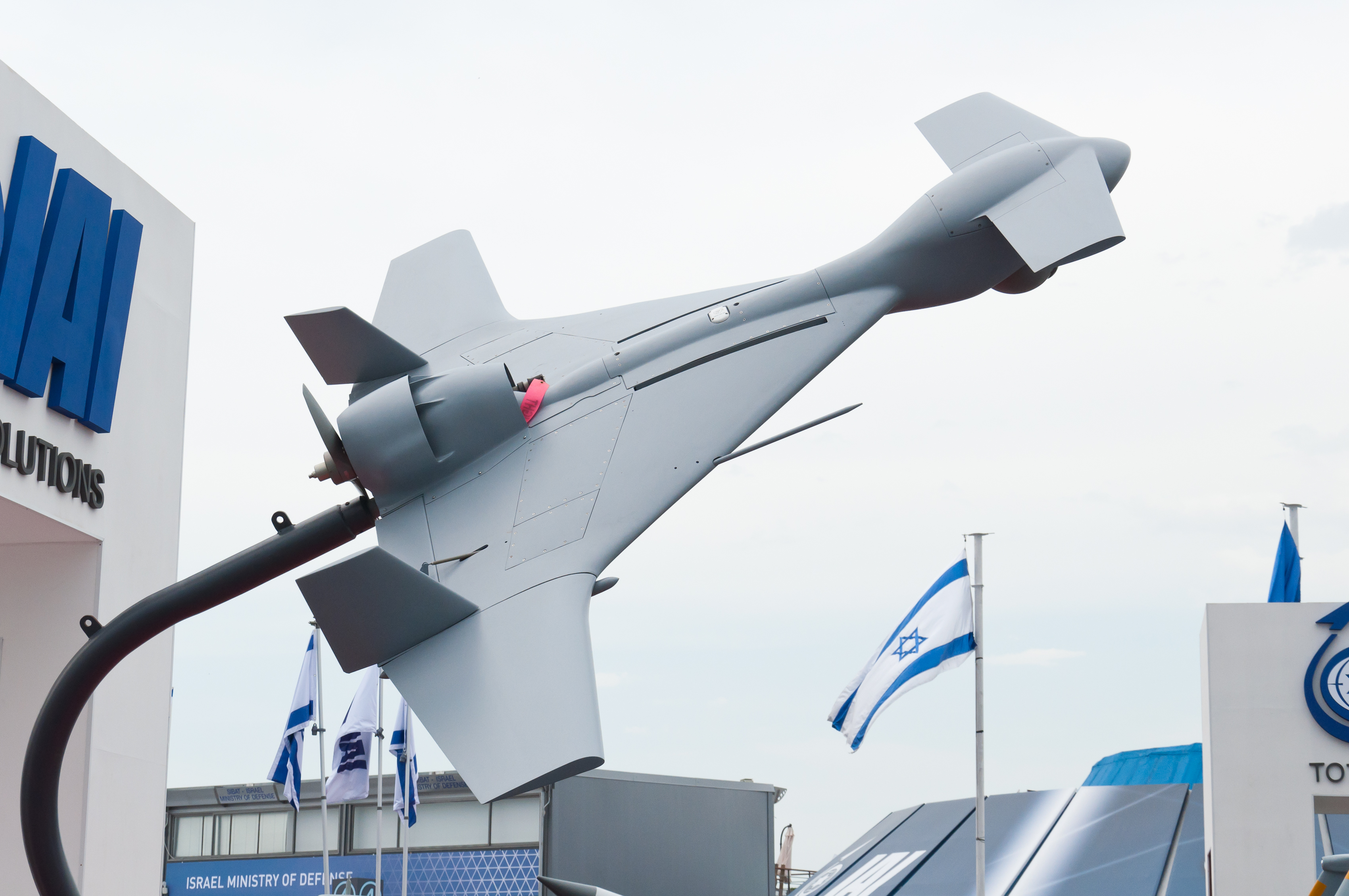

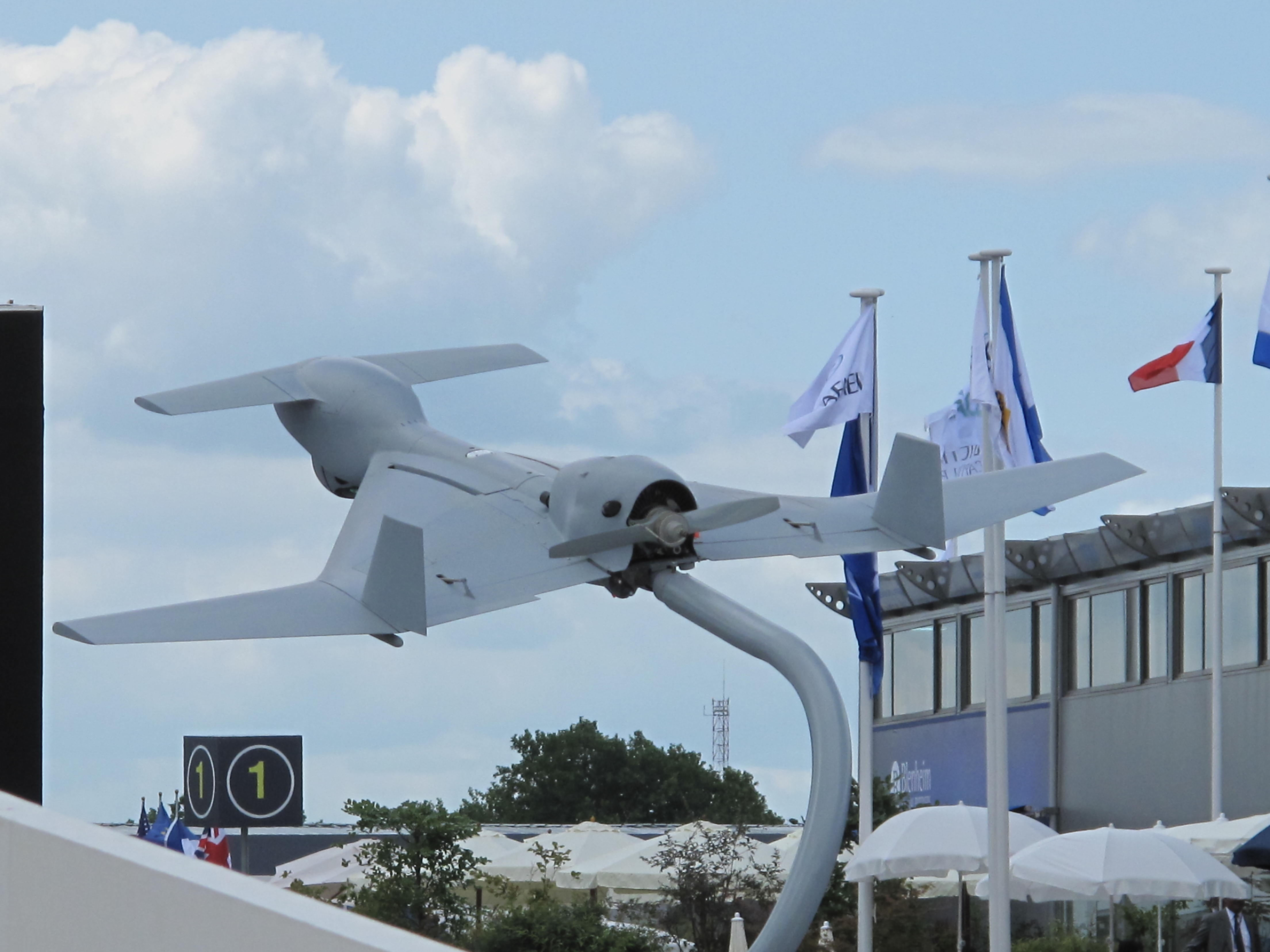

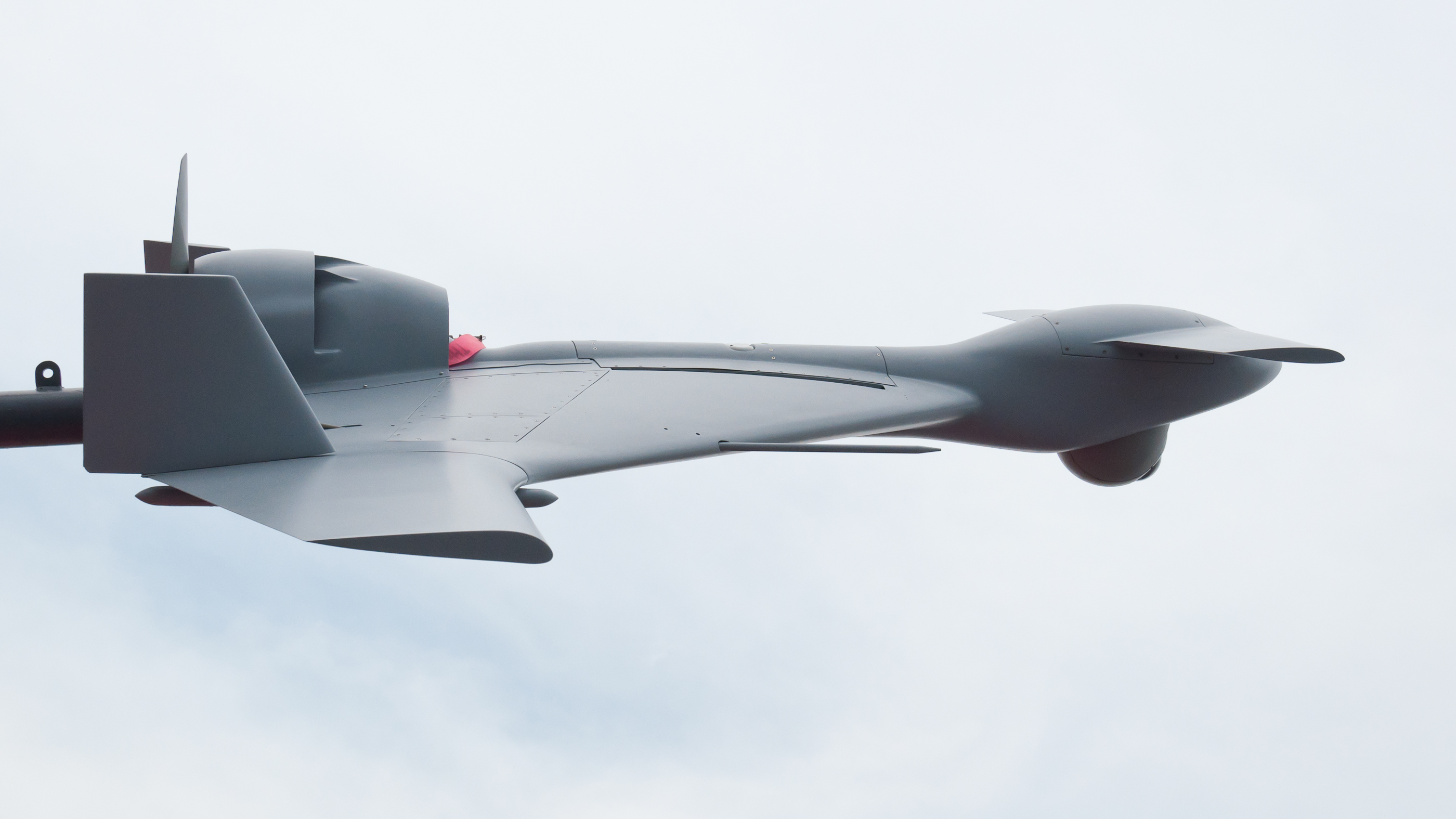

IAI Harop — израильский барражирующий боеприпас. Был разработан в 2001-2005 гг. в конструкторском бюро завода «MABAT», подразделения израильского концерна «Таасия авирит». Свой первый испытательный полёт аппарат совершил на военном аэродроме в пустыне Негев осенью 2003 года.
Впервые IAI «Harop» был представлен на военно-промышленной выставке Aero-India 2009. БПЛА создан с учётом опыта эксплуатации предыдущего проекта ударного беспилотника IAI Harpy. Он оборудован радаром и цифровой камерой с углом обзора 360 градусов, имеющей высокое разрешение.
Особенностью этого БПЛА является то, что при обнаружении цели аппарат «превращается» в самонаводящийся самолёт-снаряд. Способен длительно патрулировать заданный район и уничтожать наземные цели. При заходе на цель команда может быть отменена и беспилотник вернется на базу или продолжит патрулирование.
Запускается с мобильной пусковой установки контейнерного типа.
Предназначен для борьбы с комплексами ПВО противника.
8 мая 2025 года , Пакистан сбил 25 БПЛА Harop во время операции Синдур .

## Боевое применение
По заявлению Минобороны Азербайджана дрон был впервые применен во время вооружённых столкновений 1-4 апреля 2016 в Нагорном Карабахе.
В интернете появились кадры беспилотника, заходящего на цель. По сообщению пресс-секретаря НКР, в результате атаки дрона на автобус, вёзший добровольцев, погибло 7 человек. Речь идёт именно о дроне-камикадзе.
Во время столкновений на армяно-азербайджанской границе использовался азербайджанской стороной, согласно заявлению армянской стороны, был сбит армянскими военнослужащими из системы ПВО. Позже обломки беспилотника были показаны на выставке сбитых, согласно утверждениям армянской стороны, азербайджанских БПЛА. Минобороны Азербайджана опровергло информацию армянской стороны о якобы сбитых азербайджанских беспилотниках.
Активно применялся во Второй Карабахской войне. Десятки подтверждённых (выложенных в сеть видео) целей. Применяется по силам ПВО, РСЗО, артиллерии, бронетехнике, укреплениям, автомобильной технике и даже скоплениям пехоты.

## ЛТХ
- дальность полёта  1000 км
- скорость 185 км/ч
- Длина: 2,5 м
- Размах крыльев: 3 м
- масса 135 кг
- время полёта 6 ч
- средства обнаружения цели: радиочастотные, электронно-оптические